# Carolina Maria de Jesus

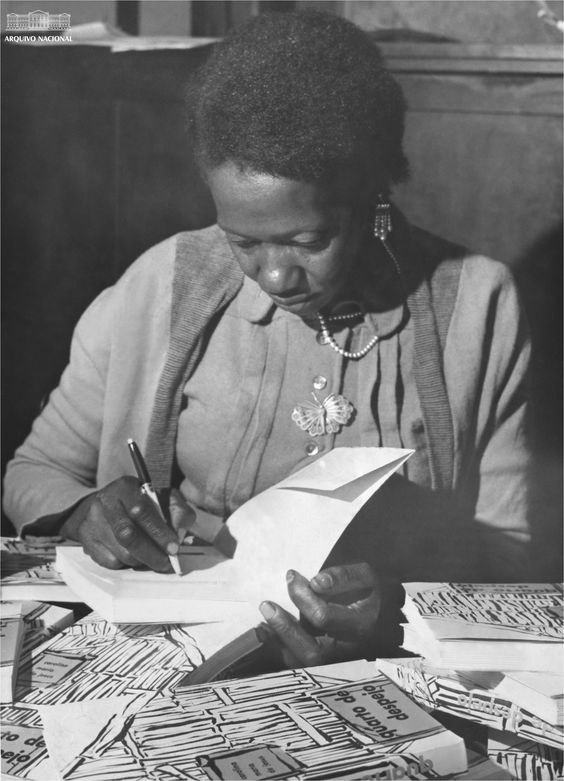
Carolina Maria de Jesus tại buổi ký tặng sách năm 1960

Carolina Maria de Jesus (ngày 14 tháng 3 năm 1914  - 13 tháng 2 năm 1977)  là một nhà văn người Brasil sống phần lớn cuộc đời mình trong một favela (khu ổ chuột) của São Paulo, Brasil. Bà nổi tiếng với cuốn nhật ký của mình, lần đầu tiên được xuất bản với tên Quarto de Despejo (Chỗ đổ rác, xuất bản bằng tiếng Anh là Child of the Dark) vào tháng 8 năm 1960, sau khi được một nhà báo Brasil chú ý và trở thành một cuốn sách bán chạy nhất. Tác phẩm này vẫn là tác phẩm duy nhất được xuất bản bằng tiếng Anh của một người sống ở khu ổ chuột Brasil từ thời kỳ đó.

## Tiểu sử

### Đầu đời
Carolina Maria de Jesus được sinh ra ở Minas Gerais, một cộng đồng nông thôn nơi cha mẹ cô làm tá điền. Cô là một đứa con ngoài giá thú của một người đàn ông đã có vợ, nên bị đối xử như một kẻ bị ruồng bỏ trong suốt thời thơ ấu. Khi Carolina lên bảy tuổi, mẹ cô đã ép cô đi học sau khi một người vợ địa chủ giàu có trả tiền học cho cô và những đứa trẻ da đen nghèo khổ khác trong khu phố. Cô dừng việc học ở lớp hai, tuy vậy cô cũng đã biết đọc và viết. Vì mẹ cô có hai đứa con ngoài giá thú, gia đình cô bị loại khỏi Giáo hội Công giáo khi cô vẫn còn nhỏ. Tuy nhiên, trong suốt cuộc đời, Carolina coi mình là một người Công giáo sùng đạo. Trong nhật ký của mình, cô thường đưa ra các tài liệu tham khảo trong Kinh thánh và nói về Chúa: " Tôi mơ tôi là một thiên thần. Chiếc váy của tôi bị gió thổi bay và có tay áo dài màu hồng. Tôi đã đi từ trái đất đến thiên đường. Tôi đặt những ngôi sao trong tay và chơi với chúng. Tôi đã nói chuyện với các ngôi sao. Họ đưa ra một chương trình để vinh danh tôi. Họ nhảy múa xung quanh tôi và làm một con đường phát sáng. Khi tỉnh dậy tôi nghĩ: mình nghèo quá. Tôi không đủ khả năng để đi chơi nên Chúa gửi cho tôi những giấc mơ này cho tâm hồn đau đớn của tôi. Gửi đến Chúa, người bảo vệ tôi, tôi gửi lời cảm ơn." 
Năm 1937, mẹ de Jesus qua đời và Carolina buộc phải di cư đến vùng đô thị São Paulo. Cô tự làm nhà bằng gỗ dán, lon, bìa cứng và bất cứ thứ gì khác mà cô có thể tìm thấy. Cô đi ra ngoài mỗi tối để nhặt giấy vụn để có tiền hỗ trợ gia đình. Cô bán những gì đã thu thập được và sau đó đi đến cửa hàng và mua thức ăn mà cô ấy có thể mua với số tiền đó. Cô cũng tìm thấy các tạp chí và sổ ghi chép cũ, trong đó cô bắt đầu ghi lại các hoạt động hàng ngày của mình và về cuộc sống của cô ở favela. Hàng xóm của cô tức giận khi thấy cô ấy luôn viết. Bản thân họ không biết chữ nhưng họ cảm thấy không thoải mái với suy nghĩ về việc cô viết về họ. Hàng xóm của cô ghen tị với cô và có xu hướng đối xử với Carolina và các con của cô rất tồi tệ. Cô là một phụ nữ trẻ hấp dẫn và có nhiều cuộc tình, mặc dù cô từ chối kết hôn, vì đã thấy quá nhiều bạo lực gia đình trong khu ổ chuột, và thích duy trì sự độc lập. Không giống như nhiều phụ nữ da đen ở thời gian và địa điểm đó, Carolina đã cảm thấy vinh dự với chủng tộc của mình; Cô nghĩ da và tóc cô thật đẹp.
Ba đứa con của cô có những người cha khác nhau, ít nhất một trong số họ là một người đàn ông da trắng giàu có. Trong nhật ký của mình, cô kể chi tiết về cuộc sống hàng ngày của các khu ổ chuột, và mô tả thẳng thắn các sự kiện chính trị và xã hội sắp đặt cuộc sống của họ. Cô viết về việc nghèo đói và tuyệt vọng có thể khiến những người có tư cách đạo đức cao phải thỏa hiệp với các nguyên tắc và tự làm mất danh dự của họ chỉ đơn giản là để có thức ăn cho bản thân và gia đình. Không có cơ hội nào để tiết kiệm tiền, bởi vì bất kỳ khoản thu nhập thêm nào phải ngay lập tức dùng để trả hết nợ tồn đọng.

## Xuất bản nhật ký
Nhật ký của Carolina Maria De Jesus được xuất bản vào tháng 8 năm 1960. Cô được nhà báo Audalio Dantas phát hiện vào tháng 4 năm 1958. Dantas đang đưa tin việc khánh thành một sân chơi thành phố nhỏ và ngay sau các nghi lễ, một băng đảng đường phố tiến vào và chiếm lấy khu vực, đuổi lũ trẻ đi. Dantas thấy Carolina đứng ở rìa sân chơi hét lên: "Hãy cút đi, hoặc tôi sẽ đưa bạn vào cuốn sách của tôi!" Những kẻ xâm nhập bỏ đi. Dantas hỏi cô nói về cuốn sách của mình là ý gì; Ban đầu cô rất ngại, nhưng đã đưa anh ta đến lều của mình và cho anh thấy tất cả mọi thứ. Dantas yêu cầu một bản mẫu nhỏ của cuốn hồi ký và sau đó đăng nó trên báo.
Câu chuyện của Carolina "đã kích động cả thị trấn", và vào năm 1960, Quarto de Despejo (Nơi đổ rác), đã được xuất bản. Nó trở thành cuốn sách thành công nhất trong lịch sử xuất bản Brasil. Mặc dù được viết bằng ngôn ngữ đơn giản, không phù hợp của một người sống trong khu ổ chuột, cuốn nhật ký của cô đã được dịch sang mười ba ngôn ngữ và trở thành một cuốn sách bán chạy nhất ở Bắc Mỹ và Châu Âu. Nó được xuất bản ở Hoa Kỳ và Vương quốc Anh với tên gọi Con của bóng tối: Nhật ký của Carolina Maria de Jesus, vào năm 1962. Cuốn sách đã được Dantas biên tập rất nhiều, và một số nhà phê bình nghi ngờ rằng cuốn nhật ký là một sự gian lận; nhưng bản thảo gốc đã được bảo tồn và được in lại toàn bộ vào năm 1999, chứng minh rằng Carolina không chỉ tự viết nó mà còn là một nhà văn sống động và thơ mộng hơn nhiều so với ấn bản của Dantas. 

Carolina Maria de Jesus, 1960.

Điều này đến như là một bất ngờ cho thị trấn của cô cũng như cả nước. Nhiều người hàng xóm của Carolina biết về các bài viết của cô trước khi xuất bản và trêu chọc và chế giễu cô. "Hầu hết trong số họ thậm chí không biết đọc, nhưng nghĩ rằng cô ấy nên làm những việc khác với thời gian rảnh rỗi hơn là viết và lưu trữ các tác phẩm cũ." Càng nhiều người trêu chọc các bài viết của cô, ấn phẩm này càng làm "làm nổ tung" thị trấn và hơn 30.000 bản đã được bán trong ba ngày đầu tiên. Mọi người yêu cầu gửi nhiều bản sách hơn nữa trên khắp nước Brasil. Cùng với tính phổ biến mạnh mẽ mà cuốn nhật ký tạo ra, Carolina đã trở thành nạn nhân xã hội, đặc biệt là ở thị trấn địa phương của cô.
Nhật ký của Carolina Maria De Jesus kể chi tiết về hiện thực nghiệt ngã của cuộc đời cô cũng như xung quanh cô. Cô đánh giá hàng xóm của mình về lối sống của họ, sử dụng tên và hoàn cảnh thực tế của họ trong cuốn sách. "Bạn đã viết những điều xấu về tôi, bạn đã làm tồi tệ hơn tôi", một người hàng xóm say rượu hét lên. Nhiều người hàng xóm coi thường Carolina vì cô dường như coi thường lối sống của người dân thị trấn. Một người đàn ông "hét lên với cô rằng cô là một" con điếm da đen", người đã trở nên giàu có bằng cách viết về các khu ổ chuột nhưng từ chối chia sẻ tiền của cô với họ."  Không chỉ nói những lời độc ác, mọi người ném đá và chậu cây vào cô và các con cô. Mọi người cũng tức giận vì cô chuyển đến một ngôi nhà gạch ở ngoại ô với số tiền đầu tiên thu được từ cuốn nhật ký của mình. "Hàng xóm vây quanh xe tải và không cho cô ấy rời đi. "Bây giờ bạn nghĩ bạn thuộc tầng lớp cao, phải không", họ hét lên. Những người hàng xóm địa phương đã coi thường cô vì những gì họ coi là chê bai cách sống của họ, mặc dù cuốn nhật ký của cô đã làm tăng kiến thức của người đọc về những khu ổ chuột trên khắp thế giới: